# サミュエル・ゴーズミット

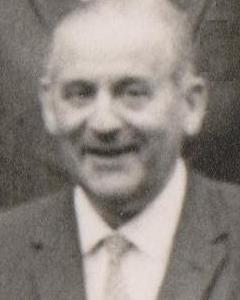
Samuel Goudsmit, 1963

サミュエル・ゴーズミット（ハウトスミット）（Samuel Abraham Goudsmit、1902年7月11日 - 1978年12月4日）は、米国の物理学者。 
1925年にジョージ・ウーレンベックとともに電子のスピンを発見したことが有名である。

## 人物・生涯
オランダのハーグにユダヤ系の家庭に生まれた。
ライデン大学、アムステルダム大学で学んだ。仲間の学生のジョージ・ウーレンベックと電子のスピンを発見した。1927年にアメリカに帰化し、ミシガン大学に勤めた。第二次世界大戦中はマサチューセッツ工科大学の技術研究所でレーダーの研究をしたほか、1944年からドイツの原子爆弾開発状況を調査するためアメリカ軍アルソス・ミッション (ALSOS) の技術顧問としてヨーロッパに滞在した。戦後はノースウェスタン大学、ネバダ大学リノ校の教授となった。スペクトルの微細構造の研究を行った。
マックス・プランク・メダル他多くの賞を受賞している。